# Góc thiên đỉnh Mặt Trời
Góc thiên đỉnh Mặt Trời là góc giữa các tia song song của Mặt Trời và phương thẳng đứng. Nó là góc phụ với góc cao Mặt Trời, tức là góc chiếu của các tia Mặt Trời so với phương nằm ngang (chân trời), vì thế cosin của góc này là sin của góc kia. Các góc này có thể được tính bằng cùng một công thức, suy ra từ các kết quả của lượng giác cầu. Vào thời điểm trưa Mặt Trời địa phương, góc thiên đỉnh là nhỏ nhất và bằng trị tuyệt đối của vĩ độ trừ đi góc xích vĩ của Mặt Trời. Đây là cơ sở để những người đi biển thời xưa định hướng trên đại dương.

## Công thức
{\displaystyle \cos \theta _{s}=\sin \alpha _{s}=\sin \Phi \sin \delta +\cos \Phi \cos \delta \cos h}
Trong đó:
- {\displaystyle \theta _{s}} là góc thiên đỉnh Mặt Trời.
- {\displaystyle \alpha _{s}} là góc cao Mặt Trời, {\displaystyle \alpha _{s}} = 90° – {\displaystyle \theta _{s}}.
- {\displaystyle h} là góc giờ, theo thời gian Mặt Trời địa phương.
- {\displaystyle \delta } là xích vĩ của Mặt Trời hiện tại.
- {\displaystyle \Phi } là vĩ độ của địa phương.

Công thức này có thể được suy ra bằng cách áp dụng định lý cosin cho tam giác cầu thiên đỉnh–cực–Mặt Trời, tuy nhiên, cũng có thể được chứng minh bằng giải tích vectơ mà không cần sử dụng lượng giác cầu.
Trong hệ tọa độ Descartes, địa tâm cố định (ECEF), gọi {\displaystyle (\phi _{s},\lambda _{s})} và {\displaystyle (\phi _{o},\lambda _{o})} lần lượt là các cặp tọa độ kinh độ và vĩ độ, của hạ điểm Mặt Trời và vị trí của người quan sát, ta có vectơ chỉ hướng thẳng đứng lên tại hai địa điểm trên, {\displaystyle \mathbf {S} } và {\displaystyle \mathbf {V} _{oz}}, là:
{\displaystyle \mathbf {S} =\cos \phi _{s}\cos \lambda _{s}{\mathbf {i} }+\cos \phi _{s}\sin \lambda _{s}{\mathbf {j} }+\sin \phi _{s}{\mathbf {k} }},
{\displaystyle \mathbf {V} _{oz}=\cos \phi _{o}\cos \lambda _{o}{\mathbf {i} }+\cos \phi _{o}\sin \lambda _{o}{\mathbf {j} }+\sin \phi _{o}{\mathbf {k} }}.
Trong đó {\displaystyle {\mathbf {i} }}, {\displaystyle {\mathbf {j} }} và {\displaystyle {\mathbf {k} }} là các vectơ cơ sở trong hệ tọa độ ECEF.
Cosin của góc thiên đỉnh Mặt Trời, {\displaystyle \theta _{s}}, đơn giản là tích vô hướng của hai vectơ trên:
{\displaystyle \cos \theta _{s}=\mathbf {S} \cdot \mathbf {V} _{oz}=\sin \phi _{o}\sin \phi _{s}+\cos \phi _{o}\cos \phi _{s}\cos(\lambda _{s}-\lambda _{o})}.
Chú ý rằng vĩ độ của hạ điểm Mặt Trời {\displaystyle \phi _{s}} đúng bằng xích vĩ của Mặt Trời {\displaystyle \delta }, và {\displaystyle \lambda _{s}-\lambda _{o}} là tương đương với {\displaystyle -h}, trong đó {\displaystyle h} là góc giờ Mặt Trời được định nghĩa ở trên. Do đó công thức theo dạng trên là tương tự với công thức cần chứng minh về mặt toán học.
Ngoài ra, tham khảo cũng suy ra công thức cho góc phương vị Mặt Trời theo cách tương tự mà không sử dụng lượng giác cầu.

### Lưu ý
Các giá trị tính được từ công thức chỉ là xấp xỉ do sự khác biệt giữa vĩ độ trắc địa thông thường và vĩ độ địa tâm. Tuy nhiên, sự khác biệt giữa hai giá trị vĩ độ chỉ nhỏ hơn 12 phút cung, tức là nhỏ hơn bán kính góc biểu kiến của Mặt Trời.
Công thức trên cũng giả thiết sự khúc xạ khí quyển là không đáng kể.

### Cực đại và cực tiểu

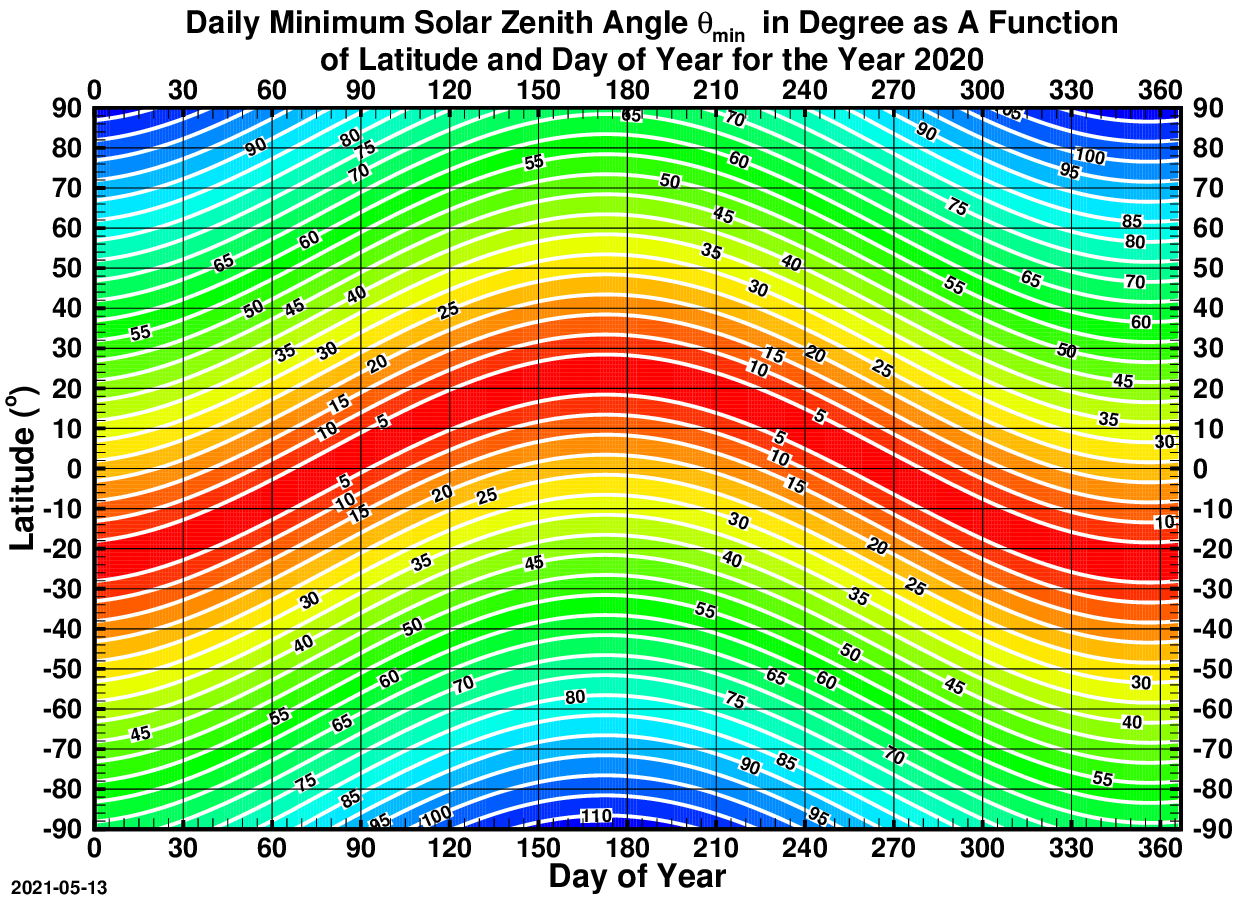
Cực tiểu trong ngày của góc thiên đỉnh Mặt Trời trong năm 2020 theo dạng một hàm của vĩ độ và ngày trong năm.

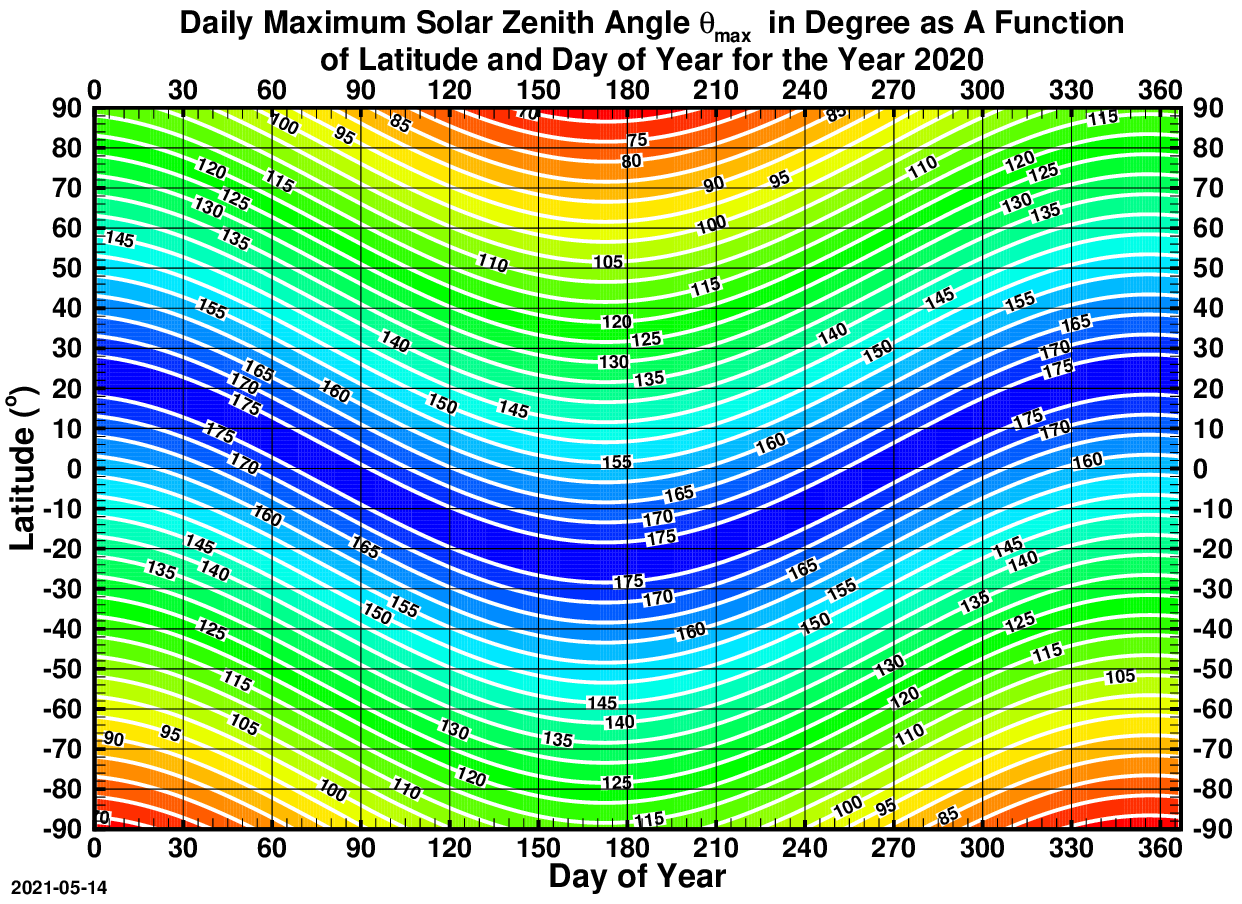
Cực đại trong ngày của góc thiên đỉnh Mặt Trời trong năm 2020 theo dạng một hàm của vĩ độ và ngày trong năm.

Tại một địa điểm cho trước trong một ngày bất kỳ, góc thiên đỉnh Mặt Trời {\displaystyle \theta _{s}} đạt giá trị cực tiểu {\displaystyle \theta _{min}} tại lúc trưa Mặt Trời địa phương khi góc giờ {\displaystyle h=0}, hay {\displaystyle \lambda _{s}-\lambda _{o}=0}, tức là {\displaystyle \cos \theta _{min}=\cos(|\phi _{o}-\phi _{s}|)}, hoặc {\displaystyle \theta _{min}=|\phi _{o}-\phi _{s}|}. Nếu {\displaystyle \theta _{min}>90^{\circ }} thì đó là trường hợp ban đêm vùng cực.
Tại một địa điểm cho trước trong một ngày, góc thiên đỉnh Mặt Trời {\displaystyle \theta _{s}} đạt giá trị cực đại {\displaystyle \theta _{max}}tại lúc nửa đêm địa phương khi góc giờ {\displaystyle h=-180^{\circ }}, hay {\displaystyle \lambda _{s}-\lambda _{o}=-180^{\circ }}, tức là {\displaystyle \cos \theta _{max}=\cos(180^{\circ }-|\phi _{o}+\phi _{s}|)}, hoặc {\displaystyle \theta _{max}=180^{\circ }-|\phi _{o}+\phi _{s}|}. Nếu {\displaystyle \theta _{max}<90^{\circ }} thì đó là trường hợp ban ngày vùng cực.

## Ứng dụng

### Mặt Trời mọc và Mặt Trời lặn
Mặt Trời mọc và Mặt Trời lặn xảy ra khi góc thiên đỉnh xấp xỉ bằng 90°, vào lúc góc giờ h0 thỏa mãn:
{\displaystyle \cos h_{0}=-\tan \Phi \tan \delta .}
Thời điểm Mặt Trời mọc và lặn chính xác là vào lúc rìa trên của Mặt Trời được thấy chạm vào đường chân trời, qua sự khúc xạ khí quyển.

### Suất phản chiếu
Giá trị góc thiên đỉnh trung bình ngày có trọng số, được sử dụng để tính toán suất phản chiếu địa phương của Trái Đất, được cho bởi công thức
{\displaystyle {\overline {\cos \theta _{s}}}={\frac {\int _{-h_{0}}^{h_{0}}Q\cos \theta _{s}{\text{d}}h}{\int _{-h_{0}}^{h_{0}}Q{\text{d}}h}}}
trong đó Q là cường độ bức xạ Mặt Trời tức thời.

### Một số giá trị góc đặc biệt
Một số ví dụ về góc cao Mặt Trời (hay góc nhập xạ vào buổi trưa):
- 90° nếu đứng tại xích đạo, vào ngày điểm phân, lúc 12 giờ trưa theo thời gian Mặt Trời.
- gần 0° vào lúc Mặt Trời mọc hoặc Mặt Trời lặn.
- giữa 0° và -90° vào ban đêm (nửa đêm).

Góc thiên đỉnh Mặt Trời bằng đúng vĩ độ của địa điểm vào lúc trưa Mặt Trời của ngày điểm phân.
Vào lúc trưa Mặt Trời địa phương, góc giờ bằng 0°, khi đó Mặt Trời nằm trên đường kinh tuyến (bắc–nam), còn gọi là thời gian quá cảnh Mặt Trời. Nếu tại một địa điểm trên Trái Đất, vào lúc trưa Mặt Trời của một ngày nhất định trong năm, mà Mặt Trời lên vị trí thiên đỉnh, tức là góc thiên đỉnh bằng 0° vào buổi trưa thì địa điểm đó được gọi là hạ điểm Mặt Trời. Tại hạ điểm Mặt Trời, các tia nắng trực tiếp chiếu thẳng xuống, vì thế các vật thể trên mặt đất không có bóng phía sau. Theo công thức ở mục trên, có thể thấy hạ điểm Mặt Trời có vĩ độ không quá xích vĩ tối đa của Mặt Trời, tức là vùng nhiệt đới trong khoảng từ 0° đến ±23,4°, và ngày xảy ra là ngày mà xích vĩ của Mặt Trời bằng vĩ độ.